# Acrojana salmonea
Acrojana salmonea là một loài bướm đêm thuộc họ Eupterotidae. Loài này được Rothschild mô tả năm 1932. Loài này có ở Nigeria.